# Diggiloo (TV-program)
För andra betydelser, se Diggiloo.
Diggiloo var ett populärt nostalgiprogram i SVT som sändes september 1998 till november 2004. Programledare var under första året Henrik Johnsson, därefter Lasse Holm. I programmet tävlade två lag bestående av två kändisar mot varandra om hur mycket de kan om gårdagens svenska hitlåtar. Frågorna handlade bland annat om Melodifestivalen, topplistan under 1960-talet och liknande.
Diggiloo följde samma mönster som många andra populära program som Så ska det låta, Sikta mot stjärnorna och Bumerang, och blandade musik med ett i detta fallet avslappnat tävlande. Domaren var mycket frikostig med stilpoäng, och priset till vinnaren mest symboliskt. 2003 infördes inslag där kända personer nynnar på en melodi som ska identifieras. Till 2004 tog man bort inslaget där en före detta känd artist ska identifieras.
Programmet började sändas den 10 september 1998 med Henrik Johnsson som programledare och sändes då på torsdagar som ett halvtimmesprogram. Året därpå tog Lasse Holm över den halvtimmeslånga sändningen. År 2002 utvecklades programmet till ett entimmesprogram som sändes klockan 20.00 på fredagarna. Programmet lades ner 2004, och sista avsnittet sändes 5 november. Programmet ersattes 2005 av Doobidoo med Lasse Kronér.
Namnet Diggiloo myntades av Henrik Johnsson och kommer från titeln på låten som Herreys vann Eurovision Song Contest 1984 med – "Diggi loo diggi ley".

## Medverkande
För medverkande i programmet, se artikeln Lista över medverkande i Diggiloo.